# Oslo–Gardermoeni repülőtér
Az Oslo–Gardermoeni repülőtér (IATA: OSL, ICAO: ENGM) Norvégia és egyben Skandinávia legnagyobb nemzetközi repülőtere. Oslótól 48 km-re északra, Akershus megye területén, az Ullensaker községbeli Gardermoenben található.
2006-ban több mint 17 millió utast szolgált ki, ezzel Skandinávia második legnagyobb repülőtere lett a Koppenhágai repülőtér után, megelőzve Stockholm–Arlandát. Rajta kívül a Sandefjordi repülőtér (Oslo–Torp) is kiszolgálja a fővárost, oda főként a fapados légitársaságok repülnek.

## Légitársaságok és úticélok
| Légitársaság                   | Célállomások |
| ------------------------------ | --- |
| Aegean Airlines                | Szezonális: Athén |
| Aeroflot                       | Moszkva–Seremetyjevo (felfüggesztve) |
| Air France                     | Párizs–Charles de Gaulle |
| Air Serbia                     | Belgrád |
| airBaltic                      | Riga, Tallinn, Vilnius |
| Austrian Airlines              | Bécs |
| British Airways                | London–Heathrow |
| Brüsszel Airlines              | Brüsszel |
| Bulgaria Air                   | Szezonális: Szófia |
| DAT                            | Florø, Stord, Ørland |
| Emirates                       | Dubai–International |
| Ethiopian Airlines             | Addisz Abeba, Stockholm–Arlanda |
| Eurowings                      | Hamburg, Prága |
| Finnair                        | Helsinki |
| FlyEgypt                       | Szezonális charter: Sarm es-Sejk |
| Flyr                           | Alicante, Barcelona, Bergen, Berlin, Bodø, Brüsszel, Koppenhága, Gran Canaria, Harstad/Narvik, Kristiansund, London–Gatwick (2023 március 26-tól), Málaga, Nizza, Párizs–Charles de Gaulle, Pisa, Róma–Fiumicino, Stavanger, Stockholm–Arlanda, Tromsø, Trondheim, Velence Szezonális: Alghero, Athén, Bergamo, Korfu (2023 június 20-től),Dubrovnik, Faro, Genf, Ibiza, Madrid, Montpellier, Nápoly, Palermo, Palma de Mallorca, Porto, Salzburg, Thessaloniki, Valencia, Zára |
| Freebird Airlines              | Szezonális charter: Antalya, Dalaman |
| Iberia                         | Madrid |
| Icelandair                     | Reykjavik–Keflavík |
| Israir Airlines                | Szezonális charter: Tel-Aviv (újrakezdődik 2023 június 27-től) |
| KLM                            | Amszterdam |
| Korean Air                     | Szezonális charter: Szöul–Incshon |
| Loganair                       | Aberdeen |
| LOT                            | Varsó–Chopin |
| Lufthansa                      | Frankfurt, München |
| Luxair                         | Luxembourg |
| Norse Atlantic Airways         | Fort Lauderdale, London–Gatwick, New York–JFK Szezonális: Los Angeles, Orlando |
| Norwegian                      | Ålesund, Alicante, Alta, Amszterdam, Antalya, Barcelona, Belgrád, Bergamo, Bergen, Berlin, Billund, Bodø, Bukarest (2023 június 23-tól), Budapest, Koppenhága, Dublin, Edinburgh, Faro, Funchal, Gdańsk, Gran Canaria, Hamburg, Harstad/Narvik, Haugesund, Helsinki, Kirkenes, Krakkó, Kristiansand, London–Gatwick, Madrid, Málaga, Manchester, Milánó–Malpensa, Molde, München, Nizza, Palanga, Palma de Mallorca, Párizs–Charles de Gaulle, Pisa, Prága, Priština, Reykjavík–Keflavík, Riga, Róma–Fiumicino, Szófia (2023 június 24-től), Stavanger, Stockholm–Arlanda, Tallinn, Tenerife–South, Tromsø, Trondheim, Bécs, Vilnius, Varsó–Chopin, Wrocław Szezonális: Agadir, Ajaccio, Andøya, Athén, Bari, Bilbao, Bologna, Bordeaux, Burgasz, Catania, Haniá, Korfu, Dubrovnik, Fuerteventura, Gazipaşa (2023 május 6-tól), Genf, Heraklion, Ibiza, Kefaloniá, Kosz, Lárnaka, Lisszabon, Málta, Menorca, Montpellier, Murcia, Nápoly, Olbia, Porto, Preveza/Lefkada, Póla, Rodosz, Salzburg, Szantorini, Szarajevo, Szkopje (2023 június 23-tól), Split, Thessaloniki (2023 június 24-től), Tirana, Tivat, Várna, Velence, Verona, Zára |
| Nordwind Airlines              | Szentpétervár (felfüggesztve) |
| Pegasus Airlines               | Isztambul–Sabiha Gökçen Szezonális: Antalya |
| Qatar Airways                  | Doha |
| Ryanair                        | Katowice, London–Stansted, Vilnius |
| Scandinavian Airlines          | Aalborg, Ålesund, Alicante, Alta, Amszterdam, Barcelona, Bardufoss, Bergen, Berlin, Billund, Bodø, Brüsszel, Koppenhága, Dublin, Düsseldorf, Edinburgh, Firenze (2023 július 2-től), Frankfurt, Gdańsk, Gran Canaria, Harstad/Narvik, Haugesund, Helsinki, Kirkenes, Krakkó, Kristiansand, Kristiansund, Lakselv, Lárnaka (újrakezdődik 2023 július 5-től), London–Heathrow, Longyearbyen, Málaga, Manchester, Milánó–Malpensa, Molde, Newark, Nizza, Palanga, Párizs–Charles de Gaulle, Reykjavík–Keflavík, Róma–Fiumicino, Stavanger, Stockholm–Arlanda, Tromsø, Trondheim, Zürich Szezonális: Antalya (újrakezdődik 2023 július 4-től), Athén, Catania (2023 július 1-től), Haniá, Faro, Gazipaşa, Miami, Olbia, Palermo, Palma de Mallorca, Pisa, Póla, Split, Stuttgart (2023 július 6-tól), Tenerife–South, Tivat, Velence (2023 július 1-től) Szezonális charter:[forrás?] Chios, Innsbruck, Kosz, Lemnosz, Mitilene, Salzburg, Számosz, Szantorini, Szkíathosz, Tirana |
| Sunclass Airlines              | Charter: Gran Canaria, Tenerife-South Szezonális charter: Antalya, Haniá, Gazipaşa, Heraklion, Lárnaka, Palma de Mallorca, Phuket, Preveza/Lefkada, Rodosz, Sal, Szkíathosz, Split, Várna |
| SunExpress                     | Szezonális: Antalya, Izmir, Konya, Van |
| Swiss International Air Lines  | Zürich Szezonális: Genf (újrakezdődik 2023 március 28-tól) |
| TAP Air Portugal               | Lisszabon |
| Transavia France               | Párizs–Orly (2023 április 20-től) |
| TUI fly Nordic                 | Szezonális charter: Cancún, Krabi, Phuket, Zanzibar |
| Turkish Airlines               | Isztambul Szezonális: Gazipaşa |
| Ukraine International Airlines | Kijev–Boriszpil (felfüggesztve) |
| Vueling                        | Barcelona |
| Widerøe                        | Bergen, Bodø, Førde, Göteborg, Mo i Rana[forrás?], Mosjøen[forrás?], Røros, Sandane, Sogndal, Tromsø, Trondheim, Ørsta-Volda Szezonális: Brønnøysund, Leknes, Rørvik, Sandnessjøen, Svolvær Szezonális charter: Ioannina, |
| Wizz Air                       | Gdańsk, Krakkó |

### Cargo
| Légitársaság             | Célállomások                          |
| ------------------------ | ------------------------------------- |
| CAL Cargo Air Lines      | Tel-Aviv, Liège                       |
| Ethiopian Airlines Cargo | Szöul–Incshon, Liège, Brüsszel        |
| Korean Air Cargo         | Szöul–Incshon, Bécs                   |
| Qatar Airways Cargo      | Doha, Liège                           |
| Silk Way West Airlines   | Baku                                  |
| Turkish Cargo            | Helsinki, Isztambul                   |
| West Air Sweden          | Bodø, Jönköping, Longyearbyen, Tromsø |

## Forgalom
Az utasforgalom az elmúlt években az alábbi módon változott:
| Utasok száma | 14 231 482 | 13 411 584 | 15 895 722 | 19 043 800 | 19 091 036 | 22 080 496 | 24 678 188 | 27 482 486 | 9 021 729 | 22 467 510 |
|              | 2000       | 2002       | 2005       | 2007       | 2010       | 2012       | 2015       | 2017       | 2020      | 2022       |